# Enicospilus purifenestratus
Enicospilus purifenestratus là một loài tò vò trong họ Ichneumonidae.